# Phát triển dự án bất động sản

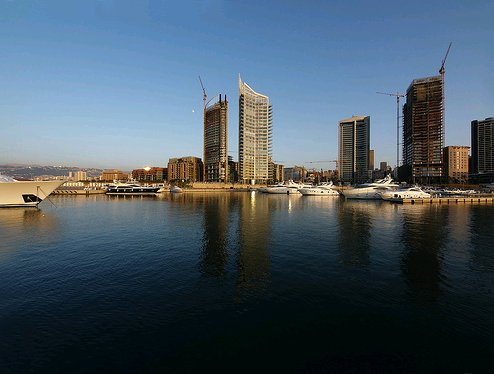
Công phát triển của hãng Solidere đối với đô thị bên bờ biển và cảng Beirut, Li-băng

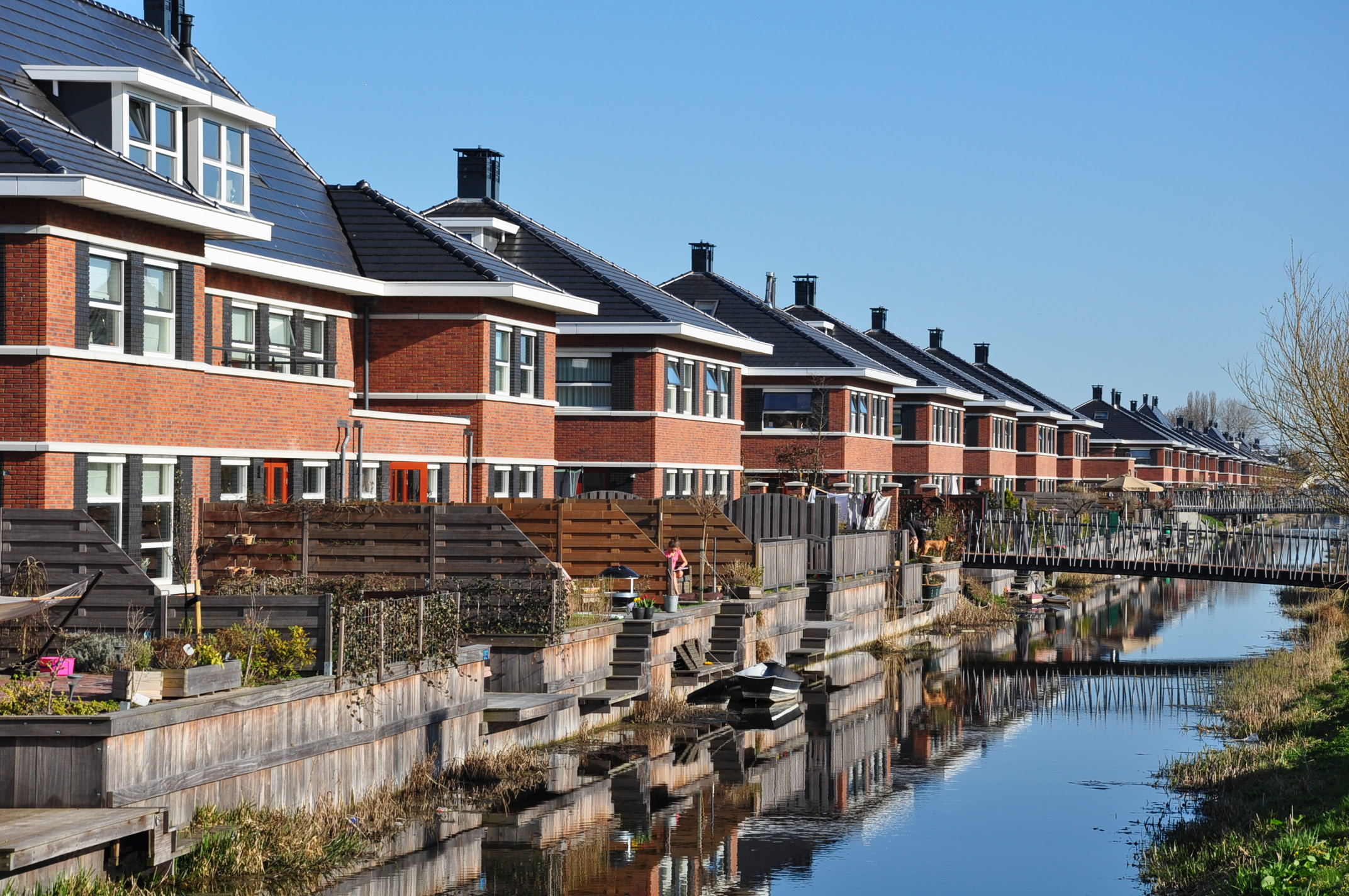
Ở Hà Lan, gần như tất cả mọi nhà ở đều được phát triển và xây dựng thông qua các nhà phát triển dự án BĐS, bao gồm cả việc phát triển các phân khúc hạng sang.

Phát triển dự án bất động sản là một quá trình kinh doanh bao trùm các hoạt động trải dài từ việc cải tạo và cho thuê lại các tòa nhà đang hiện hữu cho đến việc tậu miếng đất ban đầu và đem bán đất đã cải tạo hoặc phân lô bán nền cho người khác. Nhà phát triển dự án bất động sản có thể là các cá nhân hoặc tổ chức chuyên điều phối tất cả các hoạt động này, chuyển các ý tưởng, dự án trên giấy thành bất động sản ngoài đời thực. Phát triển dự án bất động sản thì khác với lĩnh vực xây dựng hoặc xây nhà, mặc dù nhiều nhà phát triển cũng quản lý cả quá trình xây dựng hoặc tham gia trực tiếp vào việc xây dựng nhà cửa.